# ركبة صالح (بدية)
ركبة صالح منطقة سكنية تقع في ولاية بدية، التابعة لمحافظة شمال الشرقية في سلطنة عمان. يقدر عدد سكانها بـ 5 نسمة حسب إحصاء عام 2010 التابع للمركز الوطني للإحصاء والمعلومات الحكومي. رمز المنطقة هو 90320322.

## الوصلات الخارجية
- المركز الوطني للإحصاء والمعلومات، سلطنة عمان